# نیروی هوافضای روسیه
نیروهای هوافضای روسیه یا VKS (به روسی: Воздушно-космические силы V ozdushno- K osmicheskiye) نیروهای هوافضای نیروهای مسلح روسیه هستند. این سازمان به‌عنوان یک نیروی مسلح جدید در تاریخ ۱ اوت ۲۰۱۵ با ادغام نیروی هوایی روسیه (VVS) و نیروهای پدافند هوایی روسیه (VVKO) با توصیه وزارت دفاع تأسیس شد. مقر این نیرو در مسکو است. دلایل مختلفی از جمله بهره‌وری بیشتر و پشتیبانی لجستیکی برای ادغام اعلام شده‌است.

## سازمان

### زیر شاخه‌ها
به گفته گروه اطلاع‌رسانی جین، با ادغام نیروی هوایی روسیه و پدافند هوایی روسیه نیروی جدید هوافضای روسیه از سه زیر شاخه تشکیل شده‌است:
- نیروی هوایی روسیه
  - فرمانده کل: سپهبد آندری یودین
- نیروی هوایی و دفاع موشکی روسیه[۷]
  - فرمانده: سپهبد یوری گریخوف
- نیروهای فضایی روسیه
  - فرمانده: سپهبد الکساندر گلوفکو

### رهبری
فرمانده نیروی هوافضا:
- سرهنگ ژنرال ویکتور باندارف (۱ اوت ۲۰۱۵–۲۶ سپتامبر ۲۰۱۷)
- سپهبد پاول کوراچنکو (بازیگری) (۲۶ سپتامبر - ۲۲ نوامبر ۲۰۱۷)
- ارتشبد سرگئی سورووکین (۲۲ نوامبر ۲۰۱۷- اوت ۲۰۲۳)
- ارتشبد ویکتور افضلوف (اوت  ۲۰۲۳-)

معاون اول فرمانده نیروی هوافضا:
- سپهبد پاول کوراچنکو (۱ سپتامبر ۲۰۱۵- تاریخ پایان نامعلوم)،[۶] رئیس ستاد کل
- ارتشبد ویکتور افضلوف (سپتامبر ۲۰۱۷- اوت ۲۰۲۳ )، رئیس ستاد کل